# یخدان ارگ بم
یخدان ارگ بم مربوط به دوره صفوی - دوره قاجار است و در بم، خارج حصار شرقی ارگ بم واقع شده و این اثر در تاریخ ۱۰ دی ۱۳۸۱ با شمارهٔ ثبت ۶۷۵۹ به‌عنوان یکی از آثار ملی ایران به ثبت رسیده است.